# Alessandro Silva Pereira
Alessandro Silva Perreira, eller bara Alex, född 15 maj 1982 i Bragança i Pará, är en brasiliansk fotbollsspelare som har spelat för bland annat Syrianska FC, Assyriska FF och Örgryte IS.

## Karriär
Alex Pereiras moderklubb är Paysandu SC. Han spelade även för Ananindeua i Brasilien. 2008 kom han till Sverige för spel i Assyriska FF. Inför säsongen 2009 värvades han av allsvenska Örgryte IS. Inför säsongen 2011 värvades han av Syrianska FC. I april 2014 blev Alex Pereira klar för AFC United.
I februari 2015 lånades Alex Pereira ut till AIK, på ett lånekontrakt fram till den 31 juli 2015. Han debuterade den 31 maj 2015 i en 3–1-vinst över Helsingborgs IF i Allsvenskan. Den 30 juli 2015 förlängdes låneavtalet säsongen ut. Totalt spelade han 18 tävlingsmatcher, varav 12 från start och gjorde två mål samt fyra målgivande passningar i AIK.
I januari 2016 återvände Alex Pereira till Assyriska FF, där han skrev på ett ettårskontrakt. I februari 2017 förlängde han sitt kontrakt med ett år.